# José Ramón Fernández
José Ramón Fernández Álvarez, popolarmente conosciuto come Gallego Fernández (Santiago di Cuba, 4 novembre 1923 – L'Avana, 6 gennaio 2019), è stato un militare e politico cubano, uno dei leader storici più longevi della Rivoluzione cubana. Fu vicepresidente del Consiglio dei Ministri dal 1978 al 2012, deputato dell'Assemblea Nazionale di Cuba dal 1976 e membro del Comitato Centrale del Partito Comunista di Cuba fino alla sua morte, avvenuta all'età di 95 anni.
È noto per essere stato il comandante delle forze armate cubane durante lo sbarco nella Baia dei Porci nell'aprile 1961, battaglia che vinse contro una coalizione di esuli cubani anticastristi, addestrati e armati dalla CIA.

## Biografia
Nacque a Santiago de Cuba nel 1923; i suoi genitori erano immigrati spagnoli dalle Asturie. 1 Dopo aver ricevuto nella città natale l'istruzione primaria e secondaria, intraprese la carriera militare e nel 1947 si diplomò alla Scuola dei Cadetti Cubani; in seguito, in un'epoca in cui l'isola era governata dal regime filoamericano di Fulgencio Batista,  continuò i suoi studi presso la United States Army Artillery School di Fort Sill, Oklahoma. Completò gli studi militari lavorando presso lo stato maggiore cubano dislocato negli Stati Uniti.
All'opposizione rispetto alla dittatura di Fulgencio Batista instaurata con un colpo di stato il 10 marzo 1952, quattro anni dopo preparò una sollevazione popolare (detta "Dei Puri") che però venne sventata: processato in un consiglio di guerra sommario, fu condannato all'ergastolo e venne liberato in seguito al trionfo della rivoluzione cubana di Fidel Castro (1º gennaio 1959).
Nominato capitano dell'esercito già nel 1959, prese parte a diverse mobilitazioni generali per la difesa del paese. Dopo la rivoluzione cubana, un’ondata di nazionalizzazioni di tutte le aziende americane e una riforma agraria che minacciava gli interessi degli Stati Uniti, spinsero il governo americano a cercare di rovesciare il nuovo governo socialista, che avviò anche un riavvicinamento diplomatico con l’Unione Sovietica.

### Lo sbarco alla "Baia dei Porci"
Nell’aprile del 1961, il governo americano e la CIA organizzarono uno sbarco di 1.400 esuli cubani riuniti nella “Brigata 2506”. Dopo diversi bombardamenti americani effettuati con aerei dipinti con i colori cubani per far credere ad un attacco degli esuli cubani indipendenti dagli Stati Uniti, Fidel Castro era pronto allo sbarco.
Una significativa resistenza popolare, mentre invece gli americani scommettevano sull'appoggio della popolazione, permise di ostacolare lo sbarco degli esuli cubani. Gli Stati Uniti, ansiosi di tutelarsi dalle accuse di interferenza, si astennero dal fornire un sostegno più massiccio alla Brigata 2506, arrivando addirittura a negare qualsiasi coinvolgimento in questa operazione. I bombardamenti americani con aerei non identificabili vennero effettuati la mattina del 19 aprile, senza però riuscire ad invertire la tendenza.  La Brigata 2506 annunciò la sua resa lo stesso giorno. Decisivo si rivelò il ruolo di José Ramón Fernández che in seguito venne anche gravemente ferito. Nominato maggiore nel 1961, fu promosso generale di brigata della riserva nel 1996.

### Ministro e deputato
Uomo di fiducia dei fratelli Fidel e Raúl Castro, ricoprì poi diversi incarichi intergovernativi finché nel 1972 divenne Ministro dell'Educazione e rimase in carica fino al 1990; dal 1978 fu inoltre vicepresidente del Consiglio dei ministri cubano. Dal 1975 fece parte del Comitato Centrale del Partito Comunista di Cuba, mentre l'anno seguente entrò nell'Assemblea nazionale del potere popolare. Dal 1981 al 1993 fu anche membro del Consiglio di Stato.
Si occupò anche di sport e nel 1982 fu presidente del comitato organizzatore dei Giochi centramericani e caraibici che in quell'anno si tennero all'Avana. Professore emerito dell'istituto pedagogico "Enrique José Varona", nel 2001 fu insignito del titolo di "Eroe della Repubblica Cubana"..
Morì il 6 gennaio 2019 qall'età di 95 anni.